# Robert Schunk

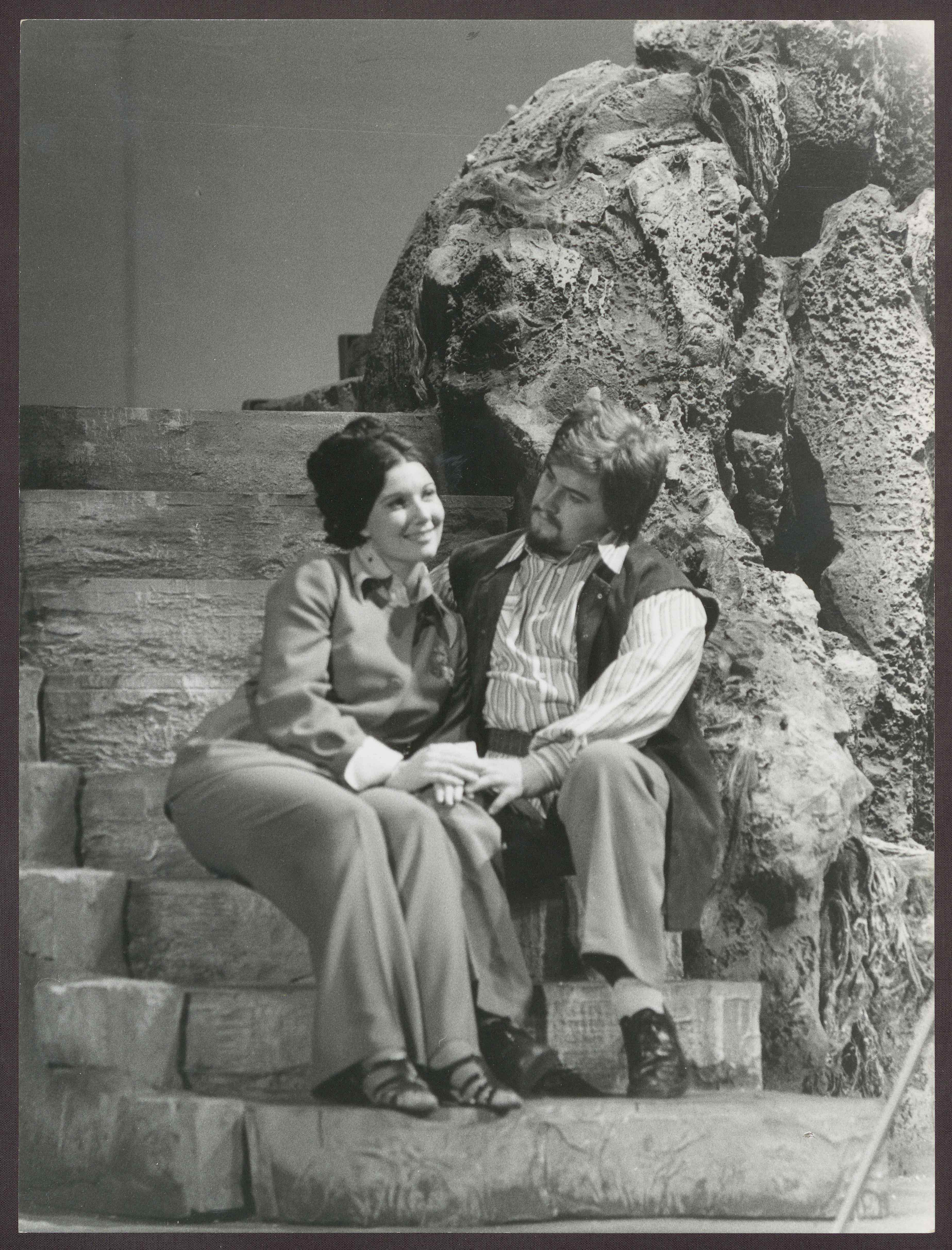
Robert Schunk mit Norma Sharp in Mittsommerhochzeit von Michael Tippett am Badischen Staatstheater Karlsruhe (1973)

Robert Schunk (* 5. Januar 1948 in Neu-Isenburg) ist ein deutscher Opernsänger (Tenor) und Gesangspädagoge.

## Leben
Schunk studierte von 1966 bis 1973 an der Musikhochschule Frankfurt am Main bei Professor Martin Gründler. Von 1973 bis 1975 war er Ensemblemitglied des Badischen Staatstheaters Karlsruhe. Er wirkte hier u. a. in der deutschen Erstaufführung von Michael Tippetts Mittsommerhochzeit mit.
Von 1975 bis 1977 war er am Opernhaus Bonn engagiert. Hier erarbeitet er sich ein breites Repertoire (u. a. Hoffmann, Kaiser in Die Frau ohne Schatten, Florestan in Fidelio, Sadko, Don Carlos (Verdi), Barinkay im Zigeunerbaron).
Von 1977 bis 1979 gehörte er dem Ensemble des Opernhauses Dortmund an. Hier sang er erstmals Siegmund und Parsifal und bei einem Gastspiel in Bochum im 3. Akt Siegfried.
1977 debütierte Robert Schunk bei den Bayreuther Festspielen. Hier sang er von 1977 bis 1987 Siegmund in „Die Walküre“, Erik in „Der Fliegende Holländer“, Walther von der Vogelweide im „Tannhäuser“, Melot und Junger Seemann in „Tristan und Isolde“, Gralsritter im „Parsifal“.
Ab 1979 an nahm er kein festes Engagement mehr an, sondern gastierte an den großen Opernbühnen der Welt und wurde zu einem der bedeutendsten Interpreten der Partien des jugendlich-dramatischen Tenors im Deutschen Fach.
Wichtige Stationen waren die Debüts an den Staatsopern Hamburg und Wien (jeweils 1981 als Kaiser in „Die Frau ohne Schatten“ und in München „Das Liebesverbot“).
1983 wirkte er als Max im „Freischütz“ bei den Bregenzer Festspielen mit. 1983 gab er sein USA-Debüt als Erik an der Lyric Opera of Chicago. 1984 nahm er an der Japan-Tournee der Hamburger Staatsoper teil. 1986 sang er an der Metropolitan Opera New York City den Florestan im „Fidelio“, 1989 den Siegmund, 1990 den Kaiser in der Oper „Die Frau ohne Schatten“. 1987 Debüt am Londoner Royal Opera House mit Kaiser in „Die Frau ohne Schatten“. 1996 mit Loge im „Rheingold“ Rollendebüt am Opernhaus von Marseille.
Weitere Stationen des Sängers waren u. a. die Opernhäuser in Mailand, Paris, Catania, Frankfurt, Köln, Düsseldorf, Rom, Barcelona, Neapel, Palermo, Zürich.
Neben der Operntätigkeit ist der Sänger auch erfolgreich in Konzerten aufgetreten. Hervorzuheben sind hier seine weltweiten Engagements als Solotenor in Beethovens 9. Symphonie.
Von 2001 bis zu seiner Pensionierung im Jahr 2013 unterrichtete Robert Schunk Gesang an der Hochschule für Musik Köln, Standort Aachen.

## Diskografie
- Beethoven: 9. Symphonie, Dirigent: Georg Solti (CD)
- Cornelius: Der Cid, Dirigent: Gustav Kuhn (CD)
- Hindemith: Cardillac, Dirigent: Gerd Albrecht (DVD und CD)
- Strauss: Friedenstag, Dirigent: Wolfgang Sawallisch (CD)
- Wagner: Das Liebesverbot, Dirigent: Sawallisch (CD)
- Wagner: Der Fliegende Holländer, Dirigent: Horst Stein (CD)
- Wagner: Der Fliegende Holländer, Dirigent: Dennis Russell Davies (CD)
- Wagner: Der Fliegende Holländer, Dirigent: Woldemar Nelsson (DVD und CD)
- Wagner: Tristan und Isolde, Dirigent: Horst Stein (CD)
- Wagner: Tristan und Isolde, Dirigent: Daniel Barenboim (DVD)
- Wagner: Die Walküre, Dirigent: Wolfgang Sawallisch (DVD und CD)

## Auszeichnungen
- 1977: Förderpreis des Landes Nordrhein-Westfalen für Musik